# Liga Campionilor EHF Masculin 2012-2013
Liga Campionilor EHF Masculin 2012-2013 este a 50-a ediție a competiției de top a echipelor de handbal masculin și a 20-a ediție a Ligii Campionilor. Competiția începe în data de 26 septembrie 2012 și se termină pe 2 iunie 2013. Turneul final de patru se desfășoară pe 1-2 iunie 2013.

## Meciuri de calificare în grupele Ligii Campionilor:

### Turneul de calificare 1
| Data              | Faza turneului | Meci                         | Rezultat |
| ----------------- | -------------- | ---------------------------- | -------- |
| 8 septembrie 2012 | Semi finala    | RK Sloga Doboj - RK Lovcen   | 25-23    |
| 8 septembrie 2012 | Semi finala    | RK Partizan - F.C. Porto     | 27-25    |
| 9 septembrie 2012 | Locul 3        | RK Lovcen - F.C. Porto       | 25-31    |
| 9 septembrie 2012 | Finala         | RK Sloga Doboj - RK Partizan | 16-31    |

### Turneul de calificare 2
| Data              | Faza turneului | Meci                              | Rezultat |
| ----------------- | -------------- | --------------------------------- | -------- |
| 8 septembrie 2012 | Semi finala    | HC Metalurg - Alpla HC Hard       | 25-19    |
| 8 septembrie 2012 | Semi finala    | Haslum HK - HC Dinamo-Poltava     | 29-28    |
| 9 septembrie 2012 | Locul 3        | Alpla HC Hard - HC Dinamo-Poltava | 29-23    |
| 9 septembrie 2012 | Finala         | HC Metalurg - Haslum HK           | 30-20    |

### Turneul de calificare 3
| Data              | Faza turneului | Meci                                     | Rezultat |
| ----------------- | -------------- | ---------------------------------------- | -------- |
| 8 septembrie 2012 | Semi finala    | HCM Constanța - SSV Bozen                | 33-22    |
| 8 septembrie 2012 | Semi finala    | HT Tatran Prešov - Maccabi Rishon LeZion | 36-20    |
| 9 septembrie 2012 | Locul 3        | SSV Bozen - Maccabi Rishon LeZion        | 30-33    |
| 9 septembrie 2012 | Finala         | HCM Constanța - HT Tatran Prešov         | 26-21    |

### Play-off
| Data              | Faza turneului | Meci                            | Rezultat |
| ----------------- | -------------- | ------------------------------- | -------- |
| 8 septembrie 2012 | Finala tur     | Beșiktaș J.K. - HC Dinamo-Minsk | 22-30    |
| 9 septembrie 2012 | Finala retur   | HC Dinamo-Minsk - Beșiktaș J.K. | 31-24    |

### Turneul de calificare Wild Card
| Data              | Faza turneului | Meci                                  | Rezultat |
| ----------------- | -------------- | ------------------------------------- | -------- |
| 8 septembrie 2012 | Semi finala    | HSV Hamburg - Wisła Płock             | 28-26    |
| 8 septembrie 2012 | Semi finala    | Saint-Raphaël Var HB - RK Cimos Koper | 28-23    |
| 9 septembrie 2012 | Locul 3        | Wisła Płock - RK Cimos Koper          | 27-22    |
| 9 septembrie 2012 | Finala         | HSV Hamburg - Saint-Raphaël Var HB    | 32-31    |

## Grupele Ligii Campionilor:

### Grupa A
| Nr. | Echipa                             | Meciuri jucate | Puncte |
| --- | ---------------------------------- | -------------- | ------ |
| 1   | SG Flensburg-Handewitt             | 9              | 14     |
| 2   | HSV Hamburg                        | 9              | 14     |
| 3   | Chekhovskiye Medvedi               | 9              | 13     |
| 4   | Montpellier Agglomération Handball | 9              | 6      |
| 5   | CB Ademar León                     | 9              | 5      |
| 6   | RK Partizan                        | 9              | 2      |

### Grupa B
| Nr. | Echipa                   | Meciuri jucate | Puncte |
| --- | ------------------------ | -------------- | ------ |
| 1   | THW Kiel                 | 10             | 16     |
| 2   | MKB Veszprém KC          | 9              | 14     |
| 3   | Atlético Madrid BM       | 9              | 10     |
| 4   | RK Celje Pivovarna Laško | 9              | 6      |
| 5   | HCM Constanța            | 10             | 4      |
| 6   | IK Sävehof               | 9              | 4      |

### Grupa C
| Nr. | Echipa                   | Meciuri jucate | Puncte |
| --- | ------------------------ | -------------- | ------ |
| 1   | Vive Targi Kielce        | 9              | 18     |
| 2   | RK Metalurg Skopje       | 9              | 12     |
| 3   | RK Gorenje               | 9              | 12     |
| 4   | Bjerringbro-Silkeborg    | 9              | 8      |
| 5   | St. Petersburg HC        | 9              | 2      |
| 6   | Chambéry Savoie Handball | 9              | 2      |

### Grupa D
| Nr. | Echipa                      | Meciuri jucate | Puncte |
| --- | --------------------------- | -------------- | ------ |
| 1   | FC Barcelona Handbal        | 9              | 16     |
| 2   | Füchse Berlin Reinickendorf | 9              | 14     |
| 3   | HC Dinamo-Minsk             | 9              | 11     |
| 4   | SC Pick Szeged              | 9              | 6      |
| 5   | Kadetten Schaffhausen       | 9              | 4      |
| 6   | RK Zagreb                   | 9              | 3      |